# Shane Smith and The Saints
Shane Smith and The Saints es una banda estadounidense de Red Dirt Country. La banda se formó en Austin, Texas, en 2011 y han lanzado cuatro álbumes de estudio. 
Formada por el compositor Shane Smith, junto con Bennett Brown en el violín, Dustin Schaefer en la guitarra, Chase Satterwhite en el bajo y Zach Stover en la batería, saltaron a la fama entre un público más amplio en parte debido a sus apariciones en la serie de televisión Yellowstone.

## Discografía

##### Álbumes de estudio
- Coast (2012)
- Geronimo (2015)
- Hail Mary (2019)
- Norther (2024)